# Minnesota
Minnesota (/ˌmɪnɪˈsoʊtə/ ⓘ; bản địa [ˌmɪnəˈso̞ɾə]ⓘ) là một tiểu bang vùng Trung Tây của Hoa Kỳ. Minnesota được thành tiểu bang thứ 32 của Hoa Kỳ vào ngày 11 tháng 5 năm 1858. Nó được tạo ra từ lãnh thổ của Minnesota và Wisconsin. Cái tên Minnesota bắt nguồn từ tên mini sota trong tiếng Dakota cho sông Minnesota, nghĩa là "nước trong xanh." Tiểu bang này được biết đến với cái tên nổi tiếng "10.000 hồ", ý nói có rất nhiều hồ lớn nhỏ, trên thực tế nó còn có hơn cả 10.000 hồ. Khẩu hiệu của bang là L'Étoile du Nord (tiếng Pháp: Ngôi Sao của miền Bắc).
Nó là tiểu bang lớn thứ 12 của Hoa Kỳ và đứng hạng 21 tính theo dân số, có 5,3 triệu người dân. Khoảng 60% dân Minnesota sống trong khu vực Minneapolis-Saint Paul khu đô thị còn được biết đến với cái tên "Thành phố sinh đôi", trung tâm thương mại, vui chơi, giáo dục, giao thông và là nhà của trung tâm nghệ thuật nổi tiếng thế giới. Phần còn lại của tiểu bang bao gồm phía tây đồng cỏ, bây giờ được sử dụng cho nền công nghiệp đang phát triển mạnh. Còn rừng lá rụng (deciduous) ở phía đông nam được trồng trọt và làm nơi ở. Còn vùng rừng phía bắc dùng để đào mỏ, lâm nghiệp và các hoạt động giải trí cắm trại thiên nhiên như đi rừng, bắt cá, chèo thuyền...
Minnesota được biết đến như là một nơi với xã hội, chính trị đa dạng và có tỉ lệ người dân đi bầu cử cao. Minnesota được xếp hạng một trong những tiểu bang tốt nhất ở Hoa Kỳ, và có tỉ lệ biết đọc cao. Đa số dân ở Minnesota là người có nguồn gốc Đức và Scandinavia. Tiểu bang còn được biết đến như trung tâm văn hóa của người Mỹ gốc Scandinavia. Mức độ đa dạng chủng tộc gia tăng đáng kể trong các thập kỷ gần đây. Các sắc tộc như người Mỹ gốc châu Phi, người Châu Á, người Latin và Mễ đã hòa nhập với người dân bản địa Minnesota, bao gồm cả người da đỏ như người Dakota, Ojibwe, and Ho-Chunk. Chỉ số đời sống của Minnesota là nằm trong những tiểu bang có chỉ số cao nhất ở Hoa Kỳ và tiểu bang này còn là một trong những tiểu bang có học vấn và giàu nhất Hoa Kỳ.

## Từ nguyên
Từ Minnesota bắt nguồn từ tên gọi tiếng Dakota của sông Minnesota: Mnisota. Gốc từ mni có nghĩa là "nước." Mnisota có thể dịch thành nước trong hoặc nước đục tùy theo cách phát âm. Người da đỏ giải thích tên gọi cho những người da trắng định cư ban đầu bằng cách để sữa nhỏ giọt vào nước và gọi nó là mnisota. Nhiều địa điểm trong bang có các tên gọi tương tự, như Minnehaha Falls ("nước cười" (thác)), Minneiska ("nước trắng"), Minneota ("nhiều nước"), Minnetonka ("nước lớn"), Minnetrista ("nước uốn"), và Minneapolis, một sự kết hợp của mni và polis (từ tiếng Hy Lạp có nghĩa là "thành phố").

## Địa lý

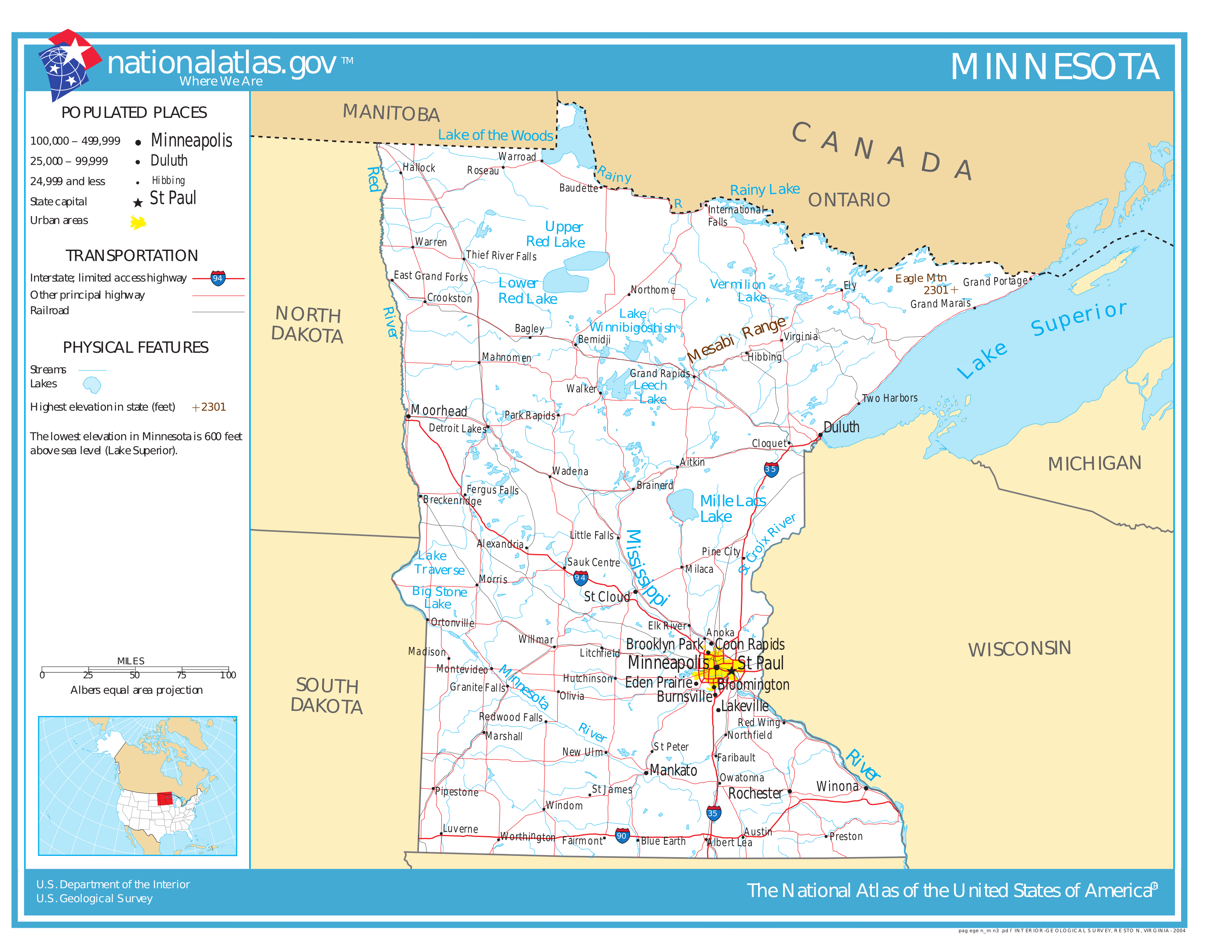
cảnh đường và hồ ở Minnesota

Minnesota là tiểu bang xa về phía Bắc thứ nhì của Hoa Kỳ (chỉ sau Alaska). Phần đất Tây Bắc Angle cô lập trong Hồ của Rừng là phần đất duy nhất trong 48 tiểu bang liền nhau nằm ở trên vĩ tuyến 49. Tiểu bang là một phần của Hoa Kỳ gọi là Thượng Trung Tây và là một phần của Vùng Ngũ Đại Hồ. Nó và tiểu bang Michigan giáp với hồ Superior. Nó còn giáp vùng biển và đất liền với tiểu bang Wisconsin ở phía đông. Iowa nằm ở phía nam, North Dakota và South Dakota nằm ở phía tây và tỉnh Ontario và Manitoba của Canada nằm ở phía bắc. Với tổng diện tích 225.180 km² hoặc khoảng 2,25% của Hoa Kỳ. Minnesota là tiểu bang lớn thứ 12 của Hoa Kỳ.

### Địa chất

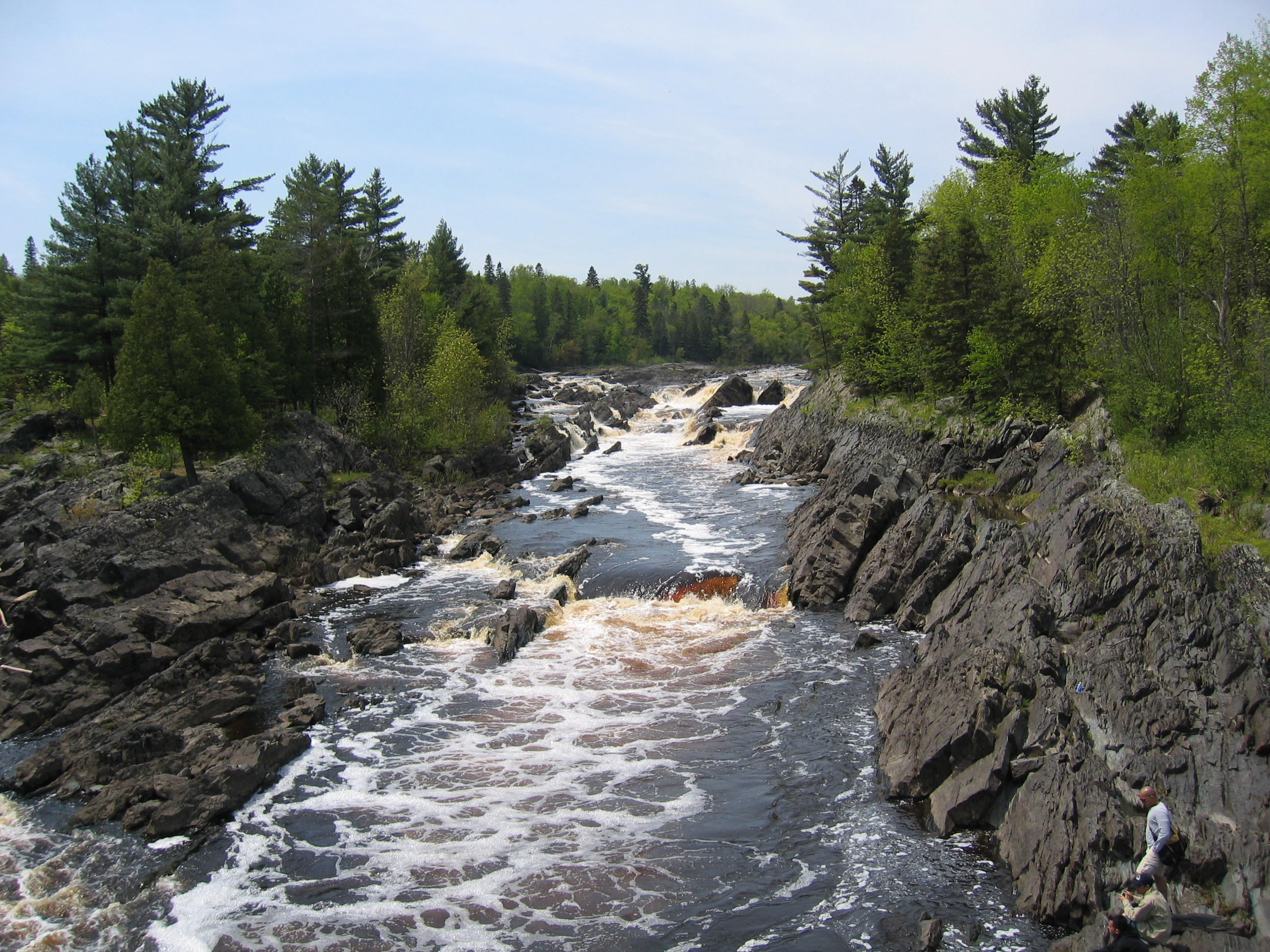
Lòng sông nghiêng của Thompson Formation vào thời kỳ Trung Tiền Cambri trong Công Viên Quốc gia Jay Cooke

Minnesota chứa đựng một số trong các loại đá cổ nhất được tìm thấy trong Trái Đất, một số đá phiến ma tới 3,6 tỉ tuổi (80% tuổi của Trái Đất). Vào khoảng 2,7 tỉ năm về trước, dung nham bazan chảy ra từ những vết nứt dưới lòng đáy biển vào thời kỳ ban đầu của Trái Đất; những loại đá dung nham còn lại tạo nên Khiên Canada thuộc phía đông bắc Minnesota. Nền móng của các ngọn núi lửa này và hoạt động của biển thời kỳ Tiền Cambri đã tạo nên Dãy Sắt của miền bắc Minnesota. Sau thời kỳ núi lửa hoạt động mạnh vào 1,1 tỉ năm về trước, hoạt động địa chất của Minnesota lắng đọng dần, không còn hoạt động núi lửa và sự hình thành núi nhưng nó lại nhiều lần bị biển chảy mòn vào tạo nên nhiều lớp đá trầm tích.
Vào thời gian cận đại, những tảng đá lớn với dày hơn một kilo-mét phủ hết toàn tiểu bang và hình thành địa hình của nó. Thời kỳ băng hà của Wisconsin kết thúc cách đây 12.000 năm trước. Những sông băng này bao phủ toàn bộ Minnesota trừ những vùng xa phía đông nam, vùng đặc trưng bởi những ngọn đồi dốc và suối chảy qua móng. Vùng đất này được biết đến là khu vực tịnh bởi vì nó không có những sông băng di chuyển. Đa số các phần còn lại của tiểu bang ngoài vùng đông bắc có it nhất 15 mét sét tảng lăn di tích còn lại sau khi thời kỳ băng hà cuối cùng kết thúc. Hồ Agassiz được hình thành ở phía tây bắc vào 13.000 năm trước. Lòng sông đó đã tạo nên thung lũng Sông Đỏ màu mỡ và sự chảy xiết của nó, Sông băng Warren, tạo thành thung lũng của Sông Minnesota và hạ lưu Thượng Mississippi từ Fort Snelling. Địa chất Minnesota khá là yên tĩnh thời nay; nó ít khi gặp phải động đất và đa số là những trận động đất nhẹ.

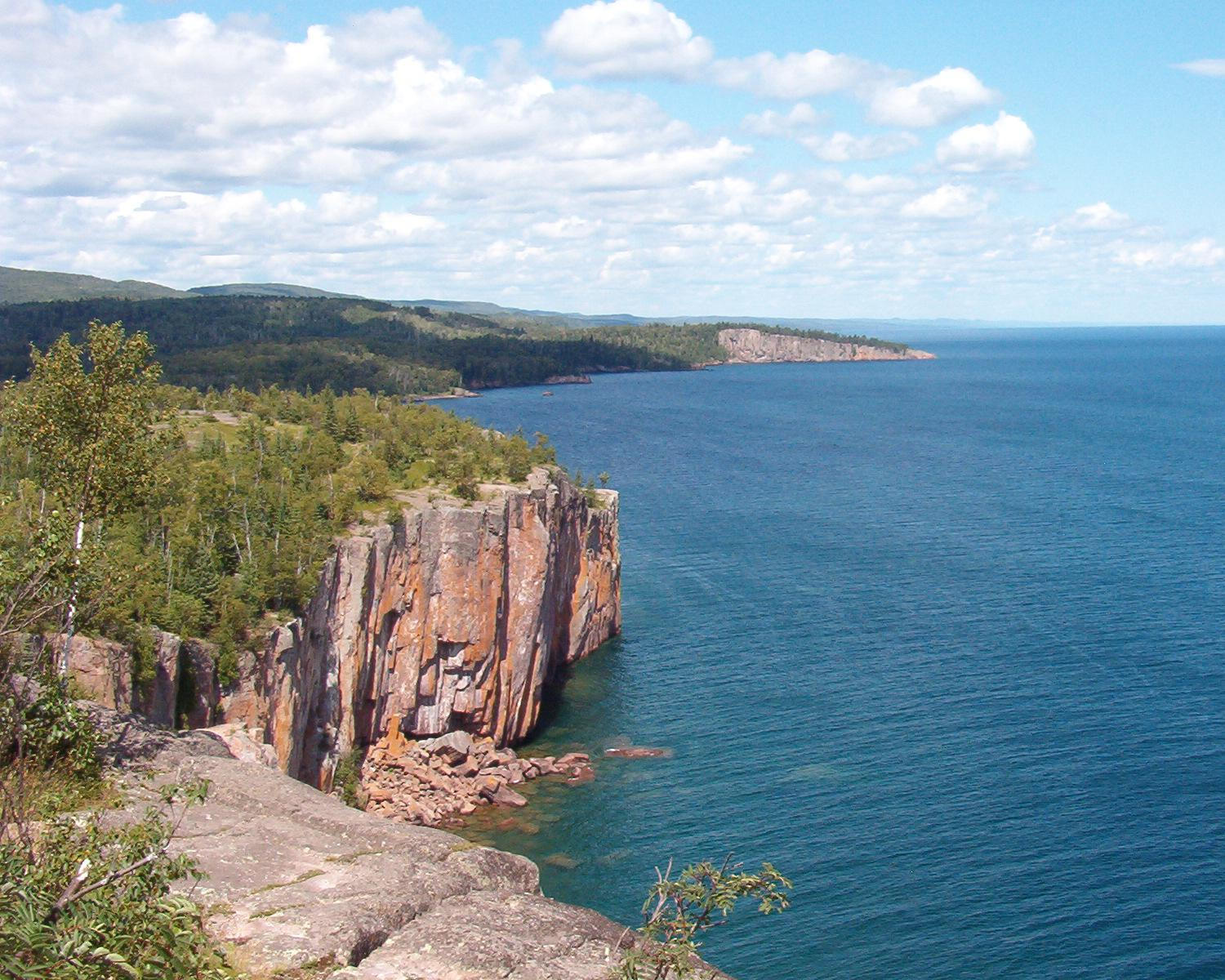
Đầu Palisade ở Hồ Superior được tạo ra từ dung nham rhyolite của thời Precambrian.

Đỉnh cao của tiểu bang là Núi Đại Bàng với độ cao 701 m. Cách đó 21 km là điểm thấp nhất tiểu bang với độ cao 183 m tại bờ của Hồ Superior. Tuy sự khác biệt độ cao địa hình lớn nhưng đa số địa hình của tiểu bang này là bán bình nguyên.
Hai đường phân thủy chính lưu thông với nhau ở vùng đông bắc của Minnesota thuộc vùng nông thôn Hibbing, tạo ra tam lưu vực. Giáng thủy có thể luồng theo sông Mississippi xuống phía nam của Vịnh Mexico, hệ thống Saint Lawrence Seaway phía đông của Đại Tây Dương hoặc lưu vực Hudson Bay đến Bắc Băng Dương.
Biệt danh của tiểu bang này là Vùng Đất của 10.000 hồ không phải là biệt danh phóng đại. Minnesota có 11.842 hồ với diện tích ít nhất 0,040 km². Vùng Hồ Superior thuộc Minnesota là vùng lớn nhất với diện tịch 3.896 km² và sâu nhất với độ sâu 390 m trong tiểu bang. Minnesota có 6.564 sông và suối tự nhiên. Tổng chiều dài của chúng là 111.000 km. Sông Mississippi bắt nguồn từ Hồ Itasca và chảy qua biên giới Iowa cách đầu nguồn 1.090 km. Tiếp theo nó nhập với Sông Minnesota River tại Fort Snelling, Sông St. Croix gần Hastings, Sông Chippewa tại Wabasha và nhiều dòng suối khác. Sông Đỏ, ở lòng sông của sông băng Agassiz, rút nước của cùng tây bắc của tiểu bang lên phía bắc đến Vịnh Hudson của Canada. Ước tính khoảng 42.900 km² diện tích tiểu bang là đất ngập nước, nhiều nhất trong các tiểu bang trừ bang Alaska.

### Hệ sinh thái

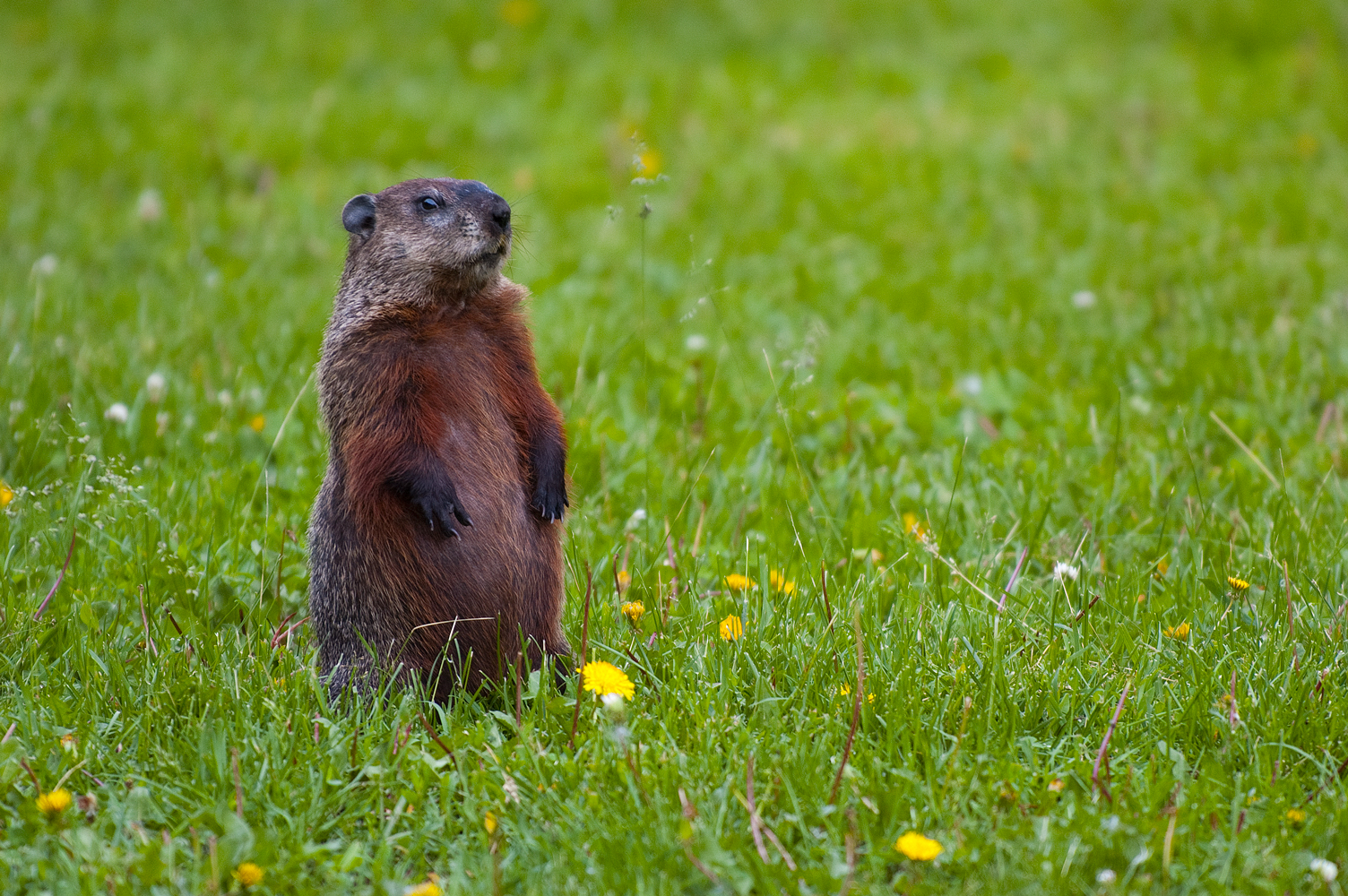
Một con macmot châu Mỹ ở Minneapolis bên bờ Sông Mississippi

Minnesota có bốn khu vực sinh thái: Prairie Parkland, ở phía tây nam và tây của tiểu bang; Eastern Broadleaf Forest (Gỗ Lớn) ở vùng đông nam, mở rộng qua vùng eo của phía tây bắc tiểu bang, tiếp đó là vùng Tallgrass Aspen Parkland; và phía bắc vùng Laurentian Mixed Forest, là khu rừng chuyển tiếp đến phía bắc taiga và rừng về phía nam. Những rừng phía bắc là nơi với những khu đất hoang dã lớn bao gồm những loại cây Chi Thông và Chi Vân sam hòa hợp với Chi Bạch dương và Chi Dương.
Đa số các khu rừng phía bắc của Minnesota đã từng bị đốn gỗ trong một thời gian. Hiện giờ chỉ còn lại một số ít rừng nguyên sinh trong Rừng Quốc gia Chippewa và Rừng Quốc gia Superior có Khu Vực Ranh Giới Chèo Xuồng Thiên Nhiên với tổng diện tích 161.874 hecta của rừng chưa bị đốn. Tuy việc đốn rừng vẫn diễn ra nhưng sự trồng cây lại đều đặn đã giúp một phần ba của tiểu bang bao phủ bởi rừng. Gần hết các đồng cỏ và xavan cây sồi đã bị hủy hoại bởi trồng trọt, cho súc vật ăn cỏ, đốt rừng và phát triển ngoại ô.
Sự mất cân bằng của hệ sinh thái đã làm ảnh hưởng đến những động vật gốc ở đây bao gồm chồn mactet châu Mỹ, hươu Bắc Mỹ, tuần lộc rừng di trú và bò rừng bizon Bắc Mỹ, trong khi hươu đuôi trắng và linh miêu đuôi cộc phát triển. Minnesota là nơi có nhiều chó sói nhất nước Mỹ ngoài bang Alaska và là nơi trú ngự của thành phần không nhỏ của loài gấu đen Bắc Mỹ và nai sừng tấm châu Âu. Nằm trong vùng bay Mississippi, Minnesota còn là nơi di trú của các loại chim nước như vịt và ngỗng và những loại chim hay bị săn bắn như một trò chơi như gà gô trắng, gà lôi và họ gà Tây. Nó còn là nhà của nhiều loài chim săn mồi bao gồm nhiều cặp đôi đại bàng nhất trong Hoa Kỳ lục địa vào năm 2007 và bao gồm các loại chim săn mồi khác như ưng đuôi lửa, cú trắng. Còn con hồ có rất nhiều loại cá để săn bắn bao gồm sander vitreus, cá vược, cá chó phương bắc, và esox masquinongy. Các con suối ở vùng đông nam và đông bắc có cá hồi suối, cá hồi nâu và cá hồi vân.

### Khí hậu

Phân loại khí hậu Köppen của bang Minnesota

Minnesota đã từng trải qua nhiều đợt khi hậu khắc nghiệt vì đặc điểm khí hậu lục địa của nó, với mùa đông lạnh và mùa hè nóng. Sự khác biệt giữa kỷ lục nóng nhất và lạnh nhất là 174 độ Fahrenheit (96 °C) (từ −60 °F (−51 °C) tại Tower vào ngày 2 tháng 2 năm 1996 đến 114 °F (46 °C) tại Moorhead vào ngày 6 tháng 7 năm 1936). Các hiện tượng khí hậu như mưa. tuyết. bão tuyết, sấm sét, mưa đá, derecho, lốc xoáy, lốc xoáy thấp. Mùa thu hoạch khoảng 90 ngày tùy theo năm ở vùng Đất Sắt đến 160 ngày ở vùng đông nam Minnesota gần Sông Mississippi và nhiệt độ trung bình từ 37 đến 49 °F (3 đến 9 °C). Nhiệt độ điểm sương trung bình khoảng 58 °F (14 °C) ở miền nam đến 48 °F (9 °C) ở miền bắc. Lượng mưa trung bình khoảng từ 19 đến 35 inch (48 đến 89 cm) và hạn hán xảy ra mỗi 10 đến 50 năm.
| Location            | July (°F) | July (°C) | January (°F) | January (°C) |
| ------------------- | --------- | --------- | ------------ | ------------ |
| Minneapolis         | 83/64     | 28/18     | 23/7         | –4/–13       |
| Saint Paul          | 83/63     | 28/17     | 23/6         | –5/–14       |
| Rochester           | 82/63     | 28/17     | 23/3         | –5/–16       |
| Duluth              | 76/55     | 24/13     | 19/1         | –7/–17       |
| St. Cloud           | 81/58     | 27/14     | 18/–1        | –7/–18       |
| Albert Lea          | 84/62     | 29/17     | 23/5         | –5/–15       |
| International Falls | 77/52     | 25/11     | 15/–6        | –9/–21       |

### Đất bảo tồn

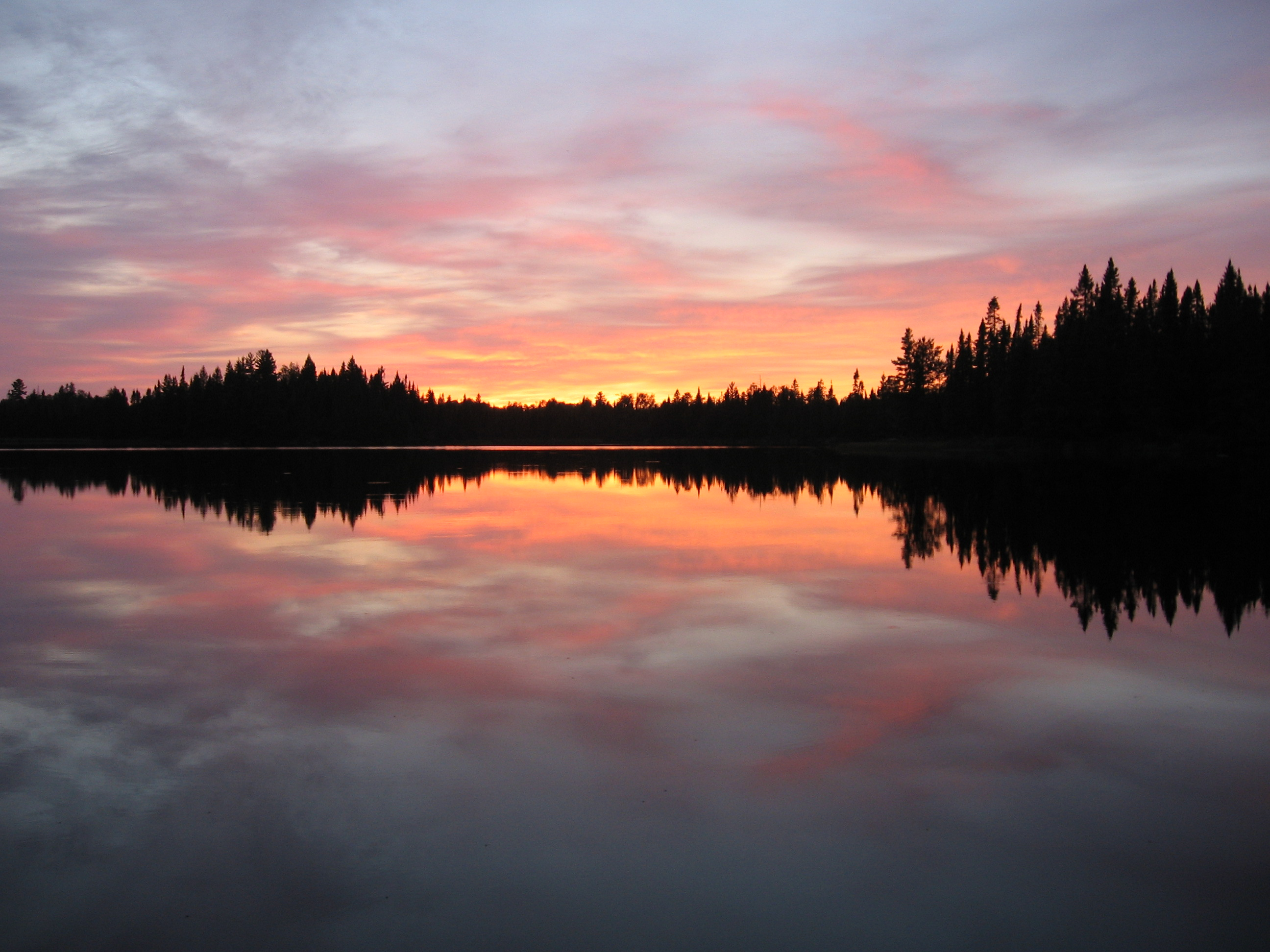
Hồ Pose tại Khu Vực Ranh Giới Chèo Xuồng Thiên Nhiên

Vườn tiểu bang đầu tiên của Minnesota là Vườn Tiểu Bang Itasca được thành lập vào năm 1891 và là nguồn nước của Sông Mississippi. Đến ngày hôm nay, Minnesota có tới 72 vườn tiểu bang và khu vực giải trí, 58 rừng với diện tích khoảng bốn triệu hecta (16.000 km²) và nhiều khu vực tự nhiên khác được bảo quản bởi Cục Tài nguyên Thiên Nhiên của Minnesota. Hiện có tới 5,5 triệu hecta (22.000 km²) trong Chippewa và Rừng Quốc gia Superior. Rừng Quốc gia Superior ở đông bắc bao phủ Khu Vực Ranh Giới Chèo Xuồng Thiên Nhiên với diện tích hơn một triệu hecta (4.000 km²) và một ngàn hồ. Ở phía tây là Rừng Quốc gia Voyageurs. Sông Quốc gia Mississippi và Khu Vực Giải Trí dài 116 km theo chiều dài của Sông Mississippi đến qua khu trung tâm thành phố Minneapolis–St. Paul và nối liền với địa danh khác đậm bản chất lịch sử, văn hóa và địa hình của tiểu bang này.

## Lịch sử

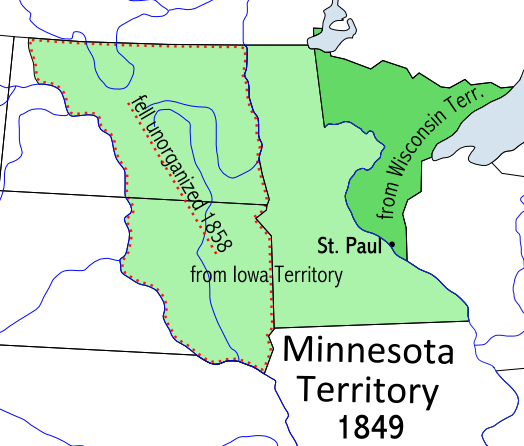
Bản đồ lãnh địa Minnesota 1849–1858

Trước khi người châu Âu di cư đến Bắc Mỹ, Minnesota là nơi ở của người Dakota. Khi người châu Âu định cư ở phía bờ biển đông, phong trào tránh xa người da trắng làm nhiều người Da Đỏ như người Anishinaabe và các người Da Đỏ khác di cư đến vùng Minnesota. Những người châu Âu đầu tiên đến vùng này là các nhà lái buôn lông thú người Pháp đến vào thứ kỷ thứ 17. Vào cuối thế kỷ đó, người Anishinaabe, còn được biết tới là người Ojibwe đã di cư đến vùng phía tây của Minnesota tạo nên tranh chấp với người Dakota. Các nhà thám hiểm như Daniel Greysolon, Sieur du Lhut, Father Louis Hennepin, Jonathan Carver, Henry Schoolcraft, và Joseph Nicollet, cùng các nhà thám hiểm khác đã vẽ ra bản đồ tiểu bang này.
Vào năm 1762, khu vực này trở thành một phần của Louisiana Tây Ban Nha cho tới năm 1802. Một phần của tiểu bang ở phía đông sông Mississippi đã trở thành một phần trong nước Hoa Kỳ khi Hiệp định Paris thứ hai được ký kết vào lúc cách mạng Mỹ kết thúc. Phần đất phía tây của sông Mississippi được mua về qua vụ vùng đất mua Louisiana, tuy nhiên phần Thung Lũ Sông Đỏ bị tranh chấp cho tới khi hiệp ước 1818 được ký. Vào năm 1805, Zebulon Pike thương lượng với người Da Đỏ để lấy đất ở vùng hợp lưu giữa Minnesota và sông Mississippi. Trong khoảng năm từ 1819 tới 1825, Pháo đài Snelling được xây dựng. Lính ở pháo đài đó đã xây cối xay lúa và nhà máy cưa tại Thác Saint Anthony, là công nghiệp lấy nương lượng từ nước đầu tiên và sau này Minneapolis được lập nên ở đây. Trong khi đó những người lập nghiệp ở đất công, các viên chức và các nhà du lịch đã định cư gần pháo đài đó. Vào năm 1839, quân đội Hoa Kỳ bắt họ dời suốt cuối sông và họ đã định cư vùng mà ngày nay trở thành thành phố St. Paul. Lãnh thổ Minnesota được hình thành vào ngày 3 tháng 3 năm 1849. Quốc hội đầu tiên của lãnh thổ này (xảy ra vào ngày 2 tháng 9 năm 1849) bị chi phối bởi những người đàn ông đến từ tiểu bang New England hoặc có gốc từ bang New England. Hàng ngàn người đã đến đây để xây nông trại và đốn gỗ và Minnesota trở thành tiểu bang thứ 32 của Hoa Kỳ vào ngày 11 tháng 5 năm 1858. Những người sáng lập ra tiểu bang này đa số đến từ New England do đó nó có biệt danh là "New England của phía Tây".

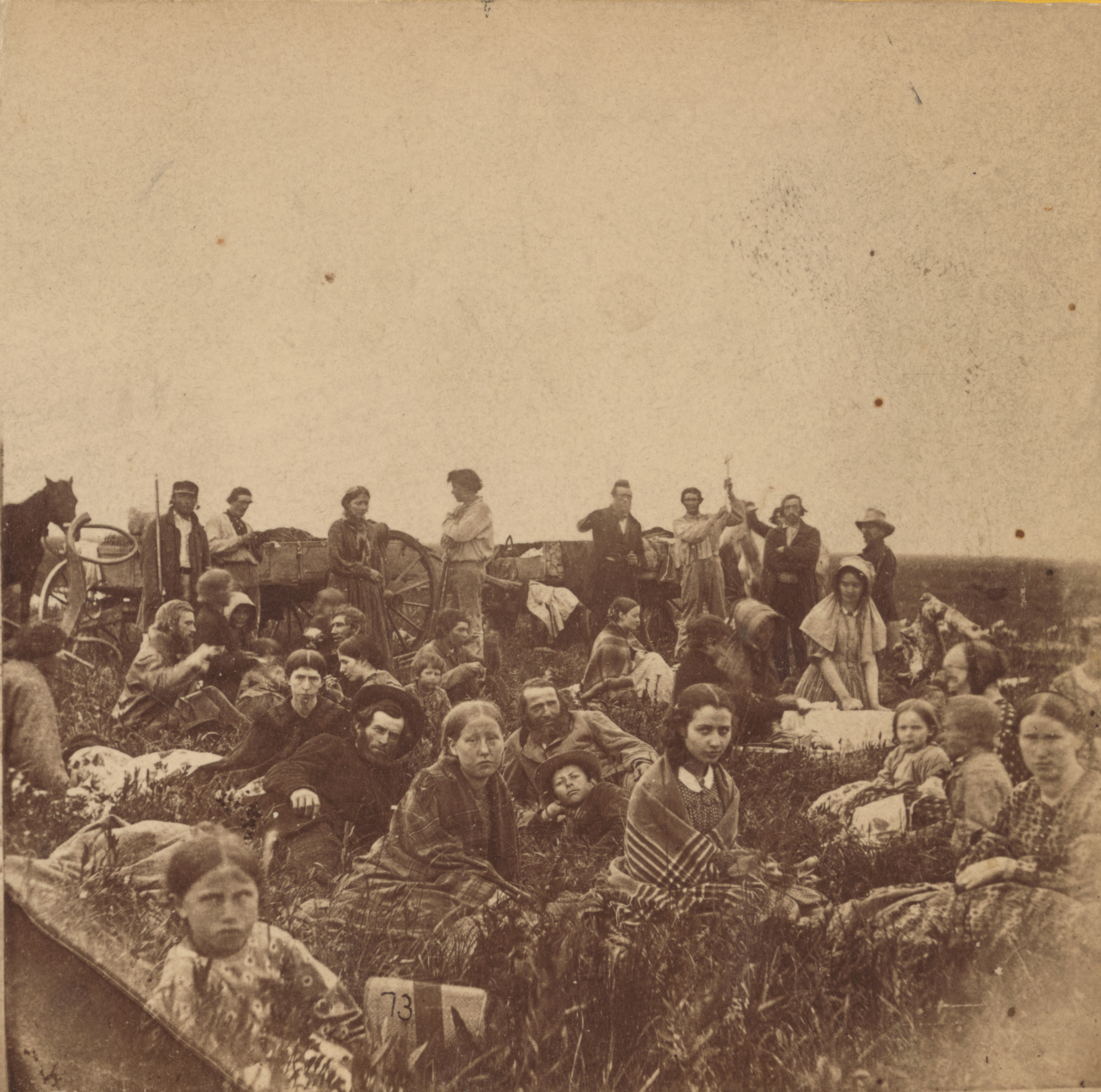
Người định cư đang tị nạn Chiến tranh Dakota 1862

Hiệp ước giữa những người định cư gốc châu Âu và người Dakota và Ojibwe đã dần dần ép người bản địa ở đây ra đi đến những khu dành riêng cho người bản địa Mỹ nhỏ hơn. Năm 1861, người ở Mankato lập ra nhóm tên Knights of the Forest, với mục đích loại bỏ hết tất cả người Da Đỏ ở Minnesota. Khi hoàn cảnh trở nên tồi tệ hơn cho người Dakota, xung đột xảy ra và dẫn tới Chiến tranh Dakota 1862. Kết quả của sáu tuần chiến tranh là cuộc hành hình của 38 người Dakota — cuộc hành hình lớn nhất trong lịch sự Hoa Kỳ — và trục xuất gần hết những người Dakota còn lại đến Khu biệt lập Crow Creek tại Lãnh địa Dakota. Có tới 800 người định cư da trắng đã chết trong trận chiến này.
Trồng trọt và đốn củi là nghề chính của nền kinh tế Minnesota. Nhà máy cưa tại Saint Anthony Falls và trung tâm đốn củi như Marine tại St. Croix, Stillwater, và Winona chế biến gỗ với số lượng lớn. Những thành phố này có nhiều sông để tiện cho việc di chuyển. Sau này, Thác nước Saint Anthony Falls được dùng tới để nạp năng lượng cho cối xay bột. Những phát minh mới của thợ cối Minneapolis đã dẫn tới bằng sở hữu bột, bán giá cao gấp đôi so với bánh mì và tinh bột. Tới năm 1900, các cối xay ở Minnesota, của Pillsbury, Northwestern và Công ty Washburn-Crosby (chỉ sau General Mills), thời đó sản xuất 14,1 phần trăm của toàn nước.

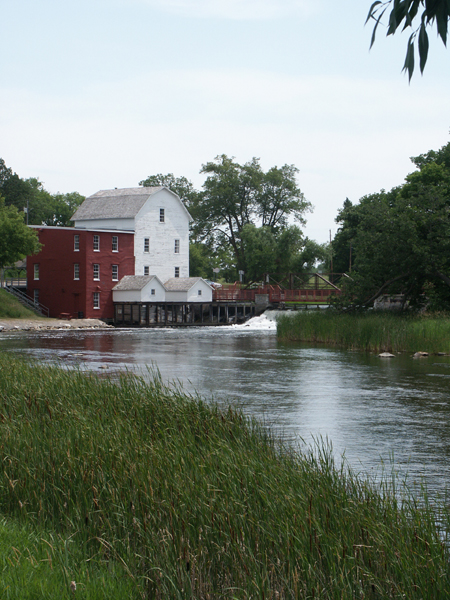
Cối xay Phelps tại Hạt Otter Tail

Nền công nghiệp đào mỏ sắt được thiết lập khi quặng sắt ở Dãy núi Vermilion và Dãy núi Mesabi vào thập niên 1880s và Dãy núi Cuyuna vào đầu thế kỷ 20. Những quặng đào được vận chuyển bằng được sắt tới Duluth và Two Harbors, rồi sau đó đi theo đường biển để chuyển qua phía đông tới Ngũ Đại Hồ.
Sự phát triển công nghiệp và tăng trưởng sản xuất đã khiến cho dân số tường tường di dân vô thành thị từ nông thôn vào đầu thế kỷ 20. Tuy nhiên, việc trồng trọt vẫn còn rất thịnh hành. Nền kinh tế Minnesota đã bị ảnh hưởng rất lớn từ đợt Đại khủng hoảng, dẫn tới việc hạ giá cho nông dân, công nhân mỏ bị mất việc và tranh chấp lao động. Trong khi đó miền tây Minnesota và người Dakota còn bị hạn hán làm sự việc trầm trọng hơn. Chính sách kinh tế mớil đã giúp nền kinh tế Hoa Kỳ hồi phục nhanh chóng. Nhóm Civilian Conservation Corps và các chương trình khác đã lập nên một số công ăn việc làm cho các bộ tộc Da Đỏ sống ở khu dành riêng và Luật cải tổ người Da Đỏ của năm 1934 đã mang tới cho những bộ tộc Da Đỏ quyền tự trị. Điều này đã giúp cho người Da Đỏ có tiếng nói trong Hoa Kỳ và đồng thời xúc tiến sự tôn trọng phong tục của người Da Đỏ khi các nghi lễ tôn giáo và ngôn ngữ của họ không còn bị đàn áp.
Sau chiến tranh thế giới II, sự phát triển công nghiệp đã có bước đột phát. Công nghiệp mới đã giúp tăng năng suất nông nghiệp quá các kỹ thuật tự động trang nuôi của heo và gia súc, máy vặn sữa bò và chăn gà số lượng lớn. Trồng trọt trở thành môn chuyên môn với công nghệ lai của bắp và lúa mì và các máy nông nghiệp như máy kéo và máy gặt đập liên hợp được sử dụng rộng rãi. Giáo sư Trường đại học của Minnesota Norman Borlaug đã cống hiến cho những phát triển này qua cuộc cách mạng xanh. Sự phát triển những khu ngoại ô đã tăng trưởng mạnh thông qua sự tăng nhu cầu nhà ở và tiện nghi vận chuyển. Tăng trưởng khả năng vận chuyển đã giúp tạo nên nhiều việc làm chuyên môn.
Minnesota trở thành trung tâm của công nghệ kỹ thuật sau thế chiến II. Hãng Engineering Research Associates được lập ra vào năm 1946 để phát triển máy tính cho Hải quân Hoa Kỳ. Sau đó hãng đó đã hợp nhất với Remington Rand và trở thành Sperry Rand. William Norris rời bỏ Sperry vào năm 1957 để lập nên Control Data Corporation (CDC). Hãng nghiên cứu Cray được thành lập khi Seymour Cray rời khỏi để lập ra công ty riêng. Công ty dụng cụ y tế Medtronic cũng được thành lập ở Thành phố đôi (Minneapolis-Saint Paul) vào năm 1949.

## Thành phố và thị xã

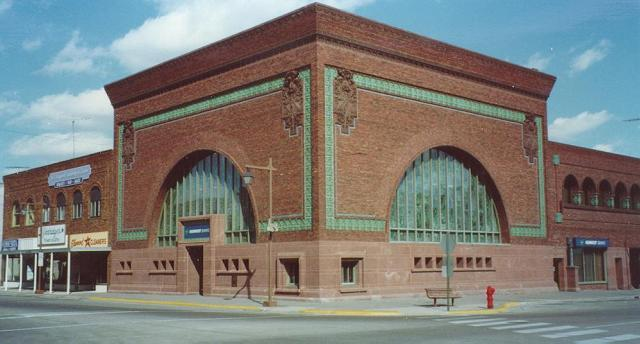
Ngân hàng nông dân quốc gia (National Farmers Bank) tại Owatonna bởi Louis Sullivan

Saint Paul, nằm ở phía trung đông Minnesota trải dài bờ sông Mississippi, đã trở thành thủ phủ của Minnesota từ năm 1849, lúc đầu là thủ phủ của Lãnh thổ Minnesota và sau đó trở thành thủ phủ của bang Minnesota từ năm 1858.
thành phố Saint Paul nằm kế bên thành phố đông dân nhất Minnesota, Minneapolis; hai thành phố này và vùng ngoại ô của nó được biết đến như vùng đô thị thành phố đôi, nó là vùng đô thị lớn thứ 13 của Hoa Kỳ và là nhà của 60 phần trăm dân số tiểu bang này. Phần còn lại của tiểu bang được biết là "Đại Minnesota" hoặc "Ngoại Minnesota".
Tiểu bang này có 17 thành phố có dân số trên 50,000 (theo thống kê dân số năm 2010). Theo thứ tự dân số từ lớn đến nhỏ, thành phố Minneapolis, Saint Paul, Rochester, Duluth, Bloomington, Brooklyn Park, Plymouth, Saint Cloud, Woodbury, Eagan, Maple Grove, Coon Rapids, Eden Prairie, Minnetonka, Burnsville, Apple Valley, Blaine và Lakeville. Trong những thành phố đó thì chỉ có thành phố Rochester, Duluth và Saint Cloud là nằm ngoài vùng đô thị của Thành phố Đôi.
Dân số Minnesota đang tiếp tục phát triển, chủ yếu ở vùng đô thị. Dân số của quận Sherburne và Scott tăng gấp đôi từ năm 1980 tới 2000, trong khi 40 trong tổng số 87 quận của tiểu bang này mất đi dân số trong khoảng thời gian đó.

## Nhân Khẩu

### Dân số

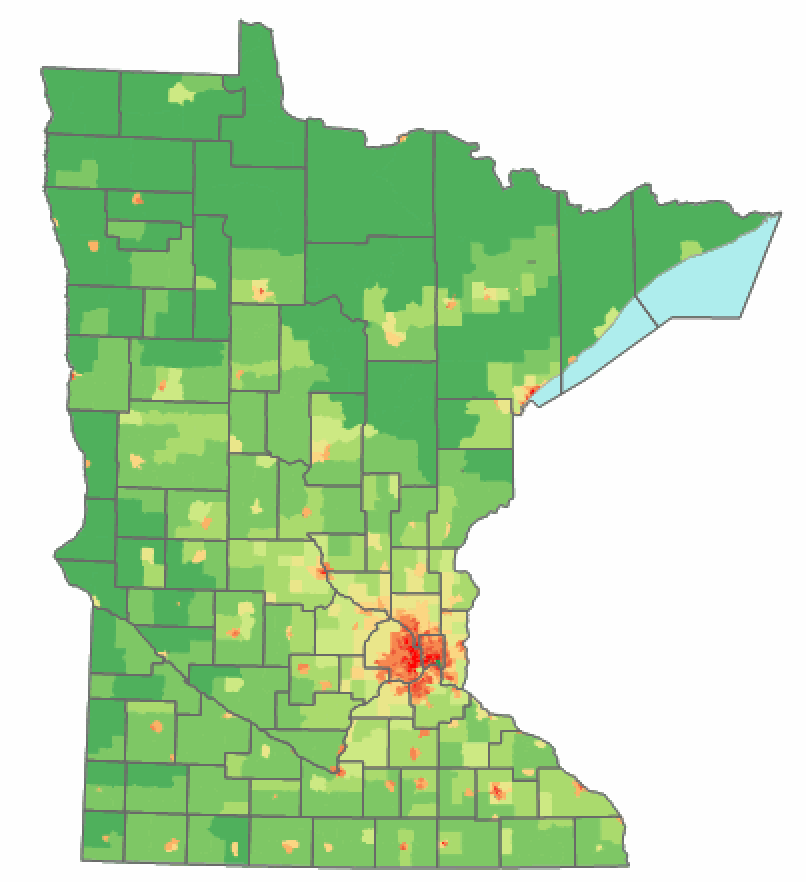
Sự phân bố của dân số Minnesota

Từ 6.120 người vào năm 1850, dân số Minnesota phát triển tới 1,7 triệu người vào năm 1900. Trong vòng sáu thập niên tới, mỗi thập niên dân số tăng 15 phần trăm trong dân số cho tới 3,4 triệu dân vào năm 1960. Sự phát triển từ đó chậm dần, tăng khoảng 11 phần trăm vào năm 1970 và đạt mức 3,8 triệu dân. Cho vòng ba thế kỷ tới, dân số tăng trung bình khoảng 9 phần trăm cho tới 4,9 triệu dân vào cuộc thống kê dân số năm 2000. Cục Thống kê Dân số Hoa Kỳ phỏng đoán rằng dân số Minnesota là khoảng 5.379.139 vào ngày 1 tháng 7 năm 2012, tăng 1,4 phần trăm tính từ đợt Điều tra dân số Hoa Kỳ năm 2010. Tốc độ tăng dân số, độ tuổi và phân bố giới tính là khoảng mức trung bình quốc gia. Nơi tập trung dân số của Minnesota là Quận Hennepin.

### Chủng tộc và nguồn gốc
Sự phân bố chủng tộc của tiểu bang theo ước lượng của Cục Thống kê Dân số Hoa Kỳ vào năm 2011 là:
- Mỹ da trắng: 86,9% (Người da trắng không phải gốc Latin 83,1%, Mỹ da trắng Latin 3,8%)
- Người Mỹ gốc Phi: 5,4%
- Người Mỹ da đỏ: 1,1%
- Người Mỹ gốc châu Á: 4,0%
- Người Mỹ gốc Quần đảo Thái Bình Dương: 0,0%
- Các chủng tộc khác: 2,4%
- Người Mỹ đa chủng tộc: 1,8%

Người Mỹ Latin (từ bất cứ chủng tộc nào) chiếm 4,7 phần trăm của tổng dân số.
Vào năm 2011, người da tắng không phải gốc Latin chiếm 72,3 phần trăm của tổng số trẻ em ra đời. Nhóm dân tộc thiểu số đang phát triển của Minnesota vẫn chỉ chiếm phần trăm nhỏ hơn nếu so với phần trăm dân tộc thiểu số của toàn nước Hoa Kỳ.
Những chủng tộc chính của dân Minnesota vào năm 2010 là:
- 37,9% gốc Đức
- 32,1% đến từ Các nước Bắc Âu; (16,8% gốc Na Uy, 9,5% gốc Thụy Điển, 4,7% gốc Phần Lan, gốc Đan Mạch, gốc Iceland, gốc Faroe và gốc Karelia)
- 11,7% gốc Ireland
- 6,3% gốc Anh
- 5,1% gốc Ba Lan
- 4,2% gốc Pháp
- 3,7% gốc Séc

Nguồn gốc chủng tộc chiếm dưới 3 phần trăm của tổng dân số là người Mỹ, Ý và Hà Lan, mỗi cái chiếm khoảng từ 2 tới 3 phần trăm dân số; các nguồn gốc khác như từ Châu Phi hạ Sahara và Đông Phi, Scotland, người Canada gốc Pháp, Scotland-Ireland và Mexico, mỗi thứ chiếm khoảng từ 1 tới 1,9 phần trăm dân số; và ít hơn một phần trăm dân số là người Mỹ gốc Nga, Wales, Bosna, Croatia, Serbia, Thụy Sĩ, Ả Rập, Hungary, Ukraina, Hy Lạp, Slovakia, Litva, Bồ Đào Nha và người Tây Ấn. Bang Minnesota có dân số người Somalia cao nhất Hoa Kỳ.

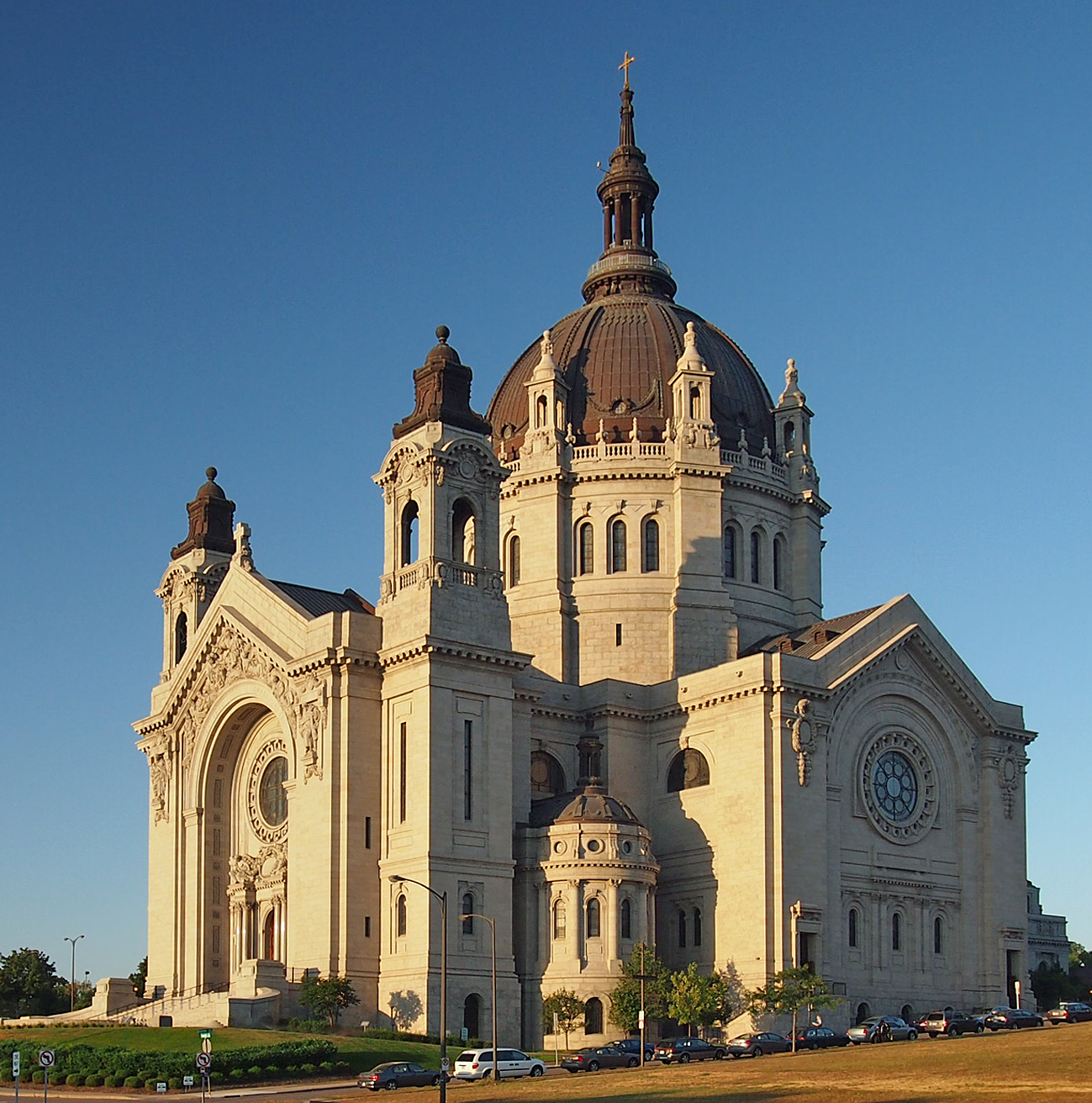
Kiểu Kiến trúc Pháp thời Phục Hưng của Thánh đường của Saint Paul nằm trong thành phố St. Paul

### Tôn giáo
Đa số dân số Minnesota theo đạo Tin Lành, bao gồm một phần đáng kể theo Giáo hội Luther vì đa số các người ở đây có nguồn gốc từ Bắc Âu nhưng Giáo hội Công giáo (bao gồm đa số những người gốc Đức, Ireland và Slav) là nhánh Ki-tô giáo chiếm số lượng đông nhất. Theo khảo sát năm 2010 bởi Pew Research Center thì có 32 phần trăm dân Minnesota theo nhóm Tin Lành chính thống, 21 phần trăm theo phong trào Tin Lành, 28 phần trăm theo giáo hội Công giáo, một phần trăm cho các đạo Do Thái, Hồi giáo, Phật giáo, Tin Lành đen và các đức tin khác, bao gồm 13 phần trăm vô đạo. Theo nhóm Association of Religion Data Archives, các nhánh Ki-tô giáo có nhiều người theo nhất vào năm 2010 là giáo hội Công giáo với 1,150,367 người theo, giáo hội Tin Lành Luther tại Hoa Kỳ với 737,537 người theo và Missouri Synod với 182,439 người theo. Các con số này đồng nhất với kết quả thống kê của Khảo sát tôn giáo Hoa Kỳ vào năm 2011, trong đó còn có phần trăm dân số của các nhánh thuộc các tôn giáo khác nhau. Tuy Công giáo có ảnh hưởng lớn, Minnesota có một lịch sử lâu dài với các tôn giáo khác. Những người di cư đạo Do Thái Ashkenazi đầu tiên đã xây dựng hội đường đầu tiên của Saint Paul vào năm 1856. Minnesota có tới 30 nhà thờ Hồi giáo, đa số ở khu đô thị Thành phố đôi. Đền thờ của ECK, nhà thiêng liêng của Eckankar, nằm ở bang Minnesota, và có hàng chục ngàn tín đồ công giáo Eckankar sống ở bang này.

## Kinh tế
Từng một thời là tiểu bang chuyên sản xuất vật liệu thô, kinh tế Minnesota đã dần biến đổi thành nền kinh tế chú trọng sản xuất sản phẩm và dịch vụ. Có lẽ đặc điểm đặc trưng của nền kinh tế này là sự đa dạng của nó; sản lượng tương đối của lĩnh vực kinh doanh gần giống như tỉ lệ sản lượng của cả quốc gia Hoa Kỳ. Nền kinh tế Minnesota có tổng sản phẩm nội địa trị giá $262 tỉ đô la vào năm 2008. Vào năm 2008, 32 trên 1.000 công ty đại chúng có trụ sở chính tại Minnesota, bao gồm Target, UnitedHealth Group, 3M, General Mills, U.S. Bancorp, Ameriprise, Hormel, Land O' Lakes, SuperValu, Best Buy, và Valspar. Các công ty tư nằm ở bang Minnesota bao gồm Cargill, là công ty tư có tài sản lớn nhất Hoa Kỳ, và Công ty Carlson, công ty mẹ của Khách sạn Radisson.
Mức thu nhập đầu người của bang vào năm 2008 là $42.772, đứng thứ mười so với 50 tiểu bang. Mức lương hộ khẩu trung vị trong ba năm từ 2002 đến 2004 là $55.914, đứng hạng năm trong Hoa Kỳ và hạng nhất trong 36 tiểu bang không nằm ở ven biển Đại tây dương. Vào tháng 1 năm 2015, tỉ lệ thất nghiệp của bang là 3,7 phần trăm.

### Thuế tiểu bang
Bang Minnesota có cơ cấu thuế thu nhập lũy tiến; bốn khung thuế suất thuế thu nhập quốc gia là 5,35, 7,05, 7,85 và 9,85 phần trăm. Tính đến năm 2008, Minnesota được xếp hạng thứ 12 trong tổng số thuế quốc gia và thuế địa phương bình quân đầu người. Trong năm 2008, Minnesotans trả 10,2 phần trăm thu nhập của họ trong thuế tiểu bang và địa phương; trung bình của Hoa Kỳ là 9,7 phần trăm. Thuế bán hàng tiểu bang ở Minnesota là 6,875 phần trăm, nhưng không có thuế bán hàng trên quần áo, thuốc theo toa thuốc, một số dịch vụ hoặc các mặt hàng thực phẩm để tiêu thụ tại nhà. Cơ quan lập pháp tiểu bang có thể cho phép các thành phố lập các loại thuế bán hàng địa phương và thuế địa phương đặc biệt, chẳng hạn như thuế bán hàng bổ sung 0,5 phần trăm ở Minneapolis. Thuế tiêu thụ đặc biệt được áp dụng cho rượu, thuốc lá và nhiên liệu động cơ. Tiểu bang áp đặt thuế sử dụng đối với các mặt hàng được mua ở nơi khác nhưng được sử dụng trong Minnesota. Chủ sở hữu bất động sản ở Minnesota nộp thuế tài sản cho quận, khu đô thị, học khu và các quận có thuế đặc biệt.